# Ante Jonić
Ante Jonić (Bisko, 8. ožujka 1918. – okolica Livna, 5. kolovoza 1942. godine), zapovjednik Prvog udarnog bataljona srednje Dalmacije i narodni heroj Jugoslavije.

## Životopis
Ante Jonić je rođen 8. ožujka 1918. godine u selu Bisku kod Trilja. Živio je i odrastao u Splitu. Poslije završetka Niže trgovačke škole 1935. godine, zaposlio se kao trgovački pomoćnik i uključio se u rad sindikata. 1936. godine primljen je u članstvo SKOJ-a., 1937. godine zajedno s grupom prijatelja sa zastave Okružnog suda u Splitu skinuo je bijelu i plavu boju i ostavio samo crvenu. Na pogrebu radnika Buljanovića, koji je ubijen 1939. godine Ante Jonić je nosio crveni transparent. Policija je zapazila njegovu aktivnost pa je više puta bio uhićen i kažnjavan. 1939. godine primljen je u članstvo Komunističke partije Jugoslavije a u ožujku 1941. izabran je za člana Pokrajinskog komiteta SKOJ-a za Dalmaciju.
Poslije okupacije Kraljevine Jugoslavije Ante je radio na prikupljanju oružja. S grupom prijatelja upao je kroz prozor u vojarnu na Gripama iz koje je ukraoo tri puškomitraljeza, 15 pušaka i 4 sanduka streljiva. Vraćajući se naišao je u gradu na „Mačekovu zaštitu“ koja je zahtijevala da joj preda oružje ali mu je njih pošlo za rukom da ih razoruža. Ubrzo poslije toga postao je vođa jedne udarne grupe s kojom je izveo niz uspjelih akcija i sabotaža do kraja godine u Splitu. Krajem listopada izabran je za sekretara Pokrajinskog komiteta SKOJ-a za Dalmaciju. Polovinom prosinca po odluci Pokrajinskog komiteta otišao je u Knin zbog pomoći tamošnjoj partijskoj organizaciji u širenju ustanka i stvaranju partizanskih jedinica.
Na Dinari je 14. siječnja 1942. godine u selu Korita formiran Kninski partizanski odred a Ante je postavljen za njegovog zapovjednika. Sa svojim odredom izveo je veliki broj uspjelih akcija. Njegova hrabrost posebno je došla do izražaja 15. ožujka kada je kod sela Krčić kod Knina napao autobus i zarobio sedam neprijateljskih vojnika. Odmah zatim na pruzi Drniš - Knin ubio je 50 talijanskih vojnika i zaplijenio veliku količinu oružja i streljiva.  Ante je 17. lipnja 1942. godine postavljen za zapovjednika novoformiranog Prvog udarnog bataljona srednje Dalmacije. Drugog dana poslije formiranja pod njegovim rukovodstvom bataljon je zauzeo Biskupiju kod Knina, ubio zapovjednika četničkog puka Paju Popovića, i zarobio članove njegovog štaba. Posebnu hrabrost iskazao je u borbi protiv četnika i talijana na Kozjaku kod Vrlike kada je u žestokoj borbi nanio neprijatelju velike gubitke.
Početkom srpnja Ante je upućen u Časničku školu pri Glavnom stožeru NOV i PO Hrvatske. Poslije završetka škole predviđen je za zamjenika zapovjednika Četvrte operativne zone. Kada je Vrhovni štab NOVJ krajem lipnja 1942. godine odlučio da s proleterskim brigadama zauzme Livno Srednjodalmatinski odred je dobio zadatak da spriječi prodor neprijatelja iz Splita i Sinja prema Livnu. Taj zadatak je povjeren Antinom bataljonu. Neprijatelj je 29. lipnja krenuo iz Sinja prema Vagnju s 23 kamiona punih vojnika. Počela je ogorčena borba u kojoj je Ante sa svojim borcima uništio 16 kamiona sa 150 vojnika dok je 7 kamiona oštetio. Neprijatelj je uputio pojačanje od 6 tenkova i više oklopnih vozila u namjeri da se probije u Livno i da pruži pomoć opkoljenom garnizonu. U šestodnevnim teškim borbama Prvi dalmatinski udarni bataljon na čelu sa svojim zapovjednikom vodio je borbe prsa u prsa ali nije dozvolio neprijatelju da se probije do Livna. U jednom od juriša 5. kolovoza 1942. godine poginuo je od minobacačke granate.  Njegov bataljon je uspio izvršiti naređenje Vrhovnog štaba i spriječio je neprijatelja da se probije do Livna kojeg su istog dana zauzele jedinice NOVJ.
Nekoliko dana poslije Antine smrti 7. kolovoza 1942. godine Vrhovni štab je u svom Biltenu opisao njegovu smrt i proglasio ga prvim narodnim herojem iz Dalmacije.
U Splitu se je u doba Jugoslavije po njemu zvala jedna ulica

## Zanimljivosti
- U Splitu je ostala snažno živa priča da je 18-metarsku hrvatsku zastavu koju su prosvjedno postavili 10. travnja 1947. pripadnici Hrvatskog oslobodilačkog pokreta sašila Antina sestra Borica Jonić. Borica je poslije prva supruga proslavljenog, jednog od najboljih nogometnih vratara svih vremena Vladimira Beare.[2]
- Brat Ante Jonića, Vladimir Vlado bio je ustaša (interniran od Talijana 1941., povjerenik Glavnog ustaškog stana u Splitu, zamjenik glavara Građanske uprave za Dalmaciju u Splitu). Nije poginuo u ustašama, već je emigrirao u Argentinu gdje je i umro. Osobno je od poglavnika Ante Pavelića bio proglašen vitezom,[2] naslovom koji je dodjeljivan onima koji su bili odlikovani jednim od 11 najviših odlikovanja NDH.